# Гутисько-Тур'янське

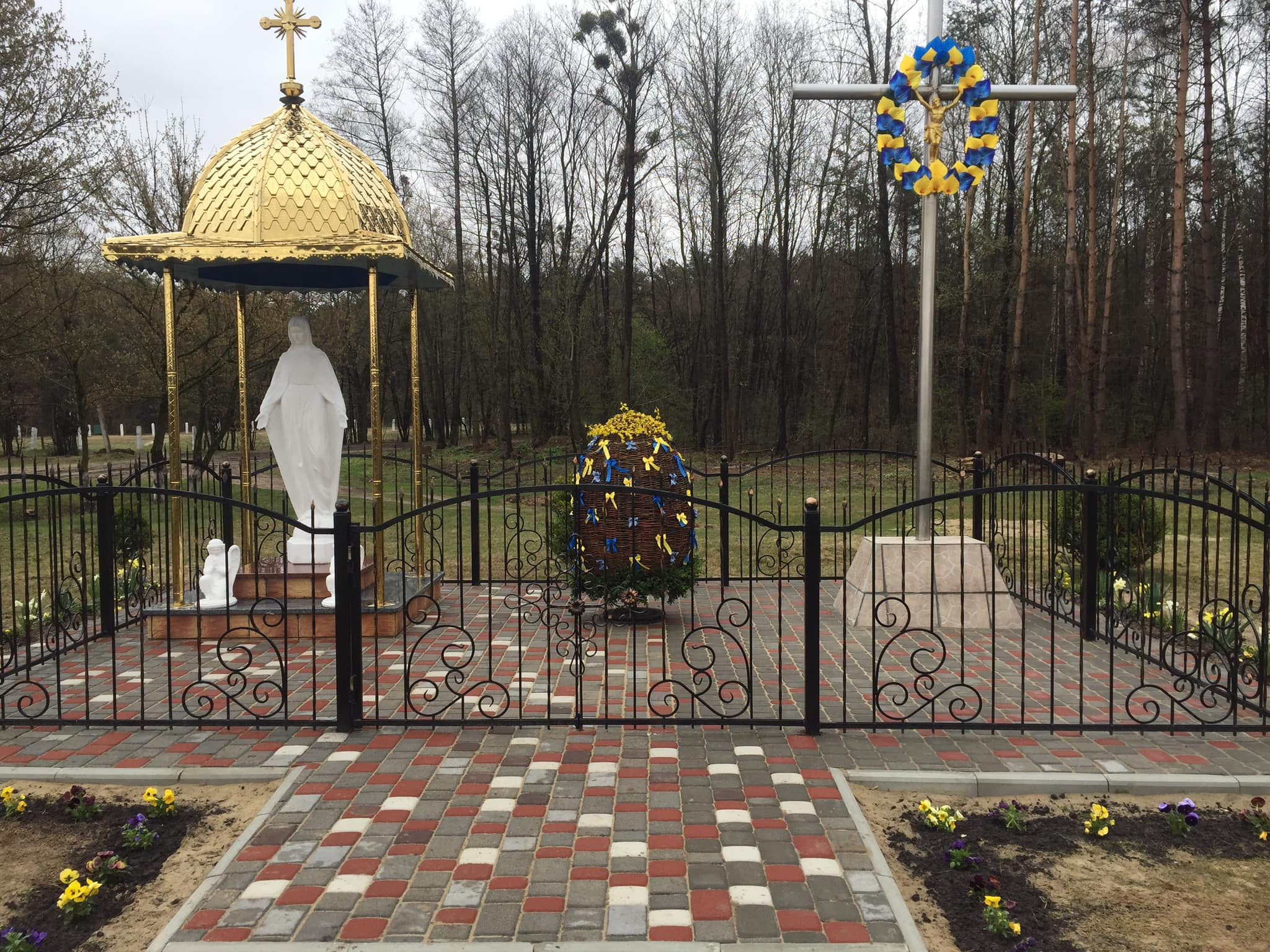

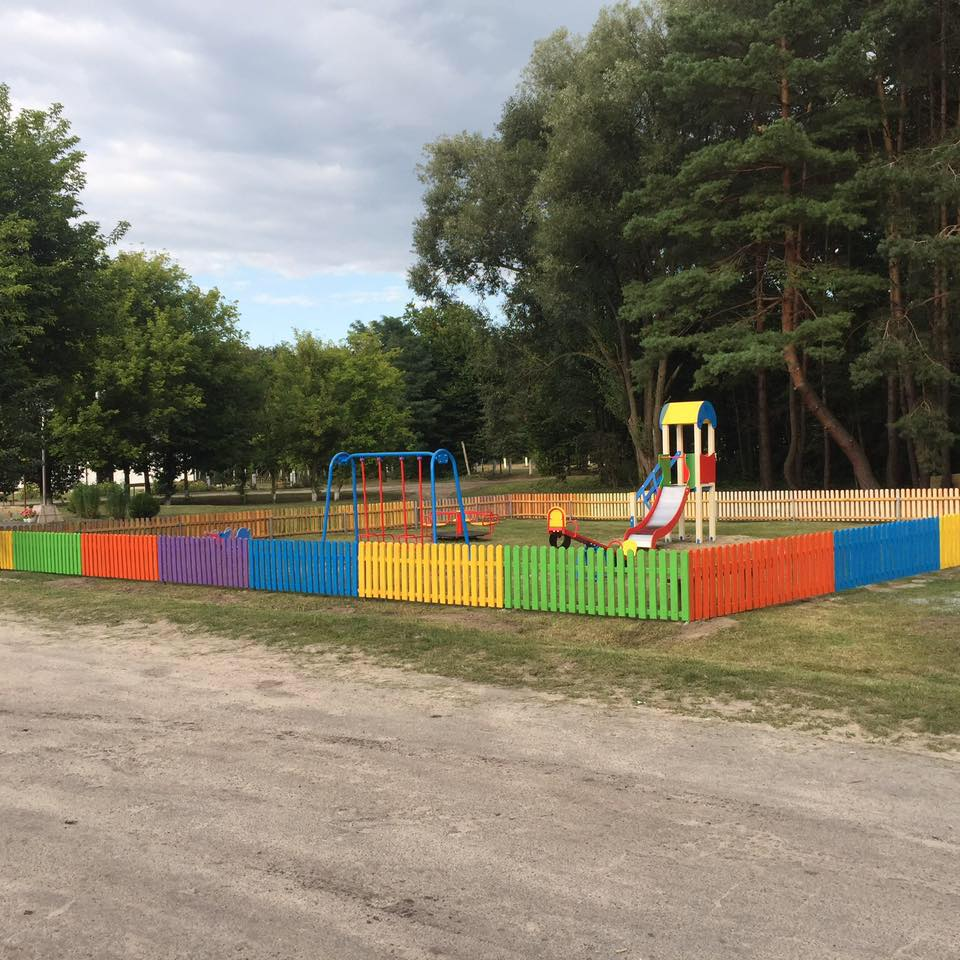

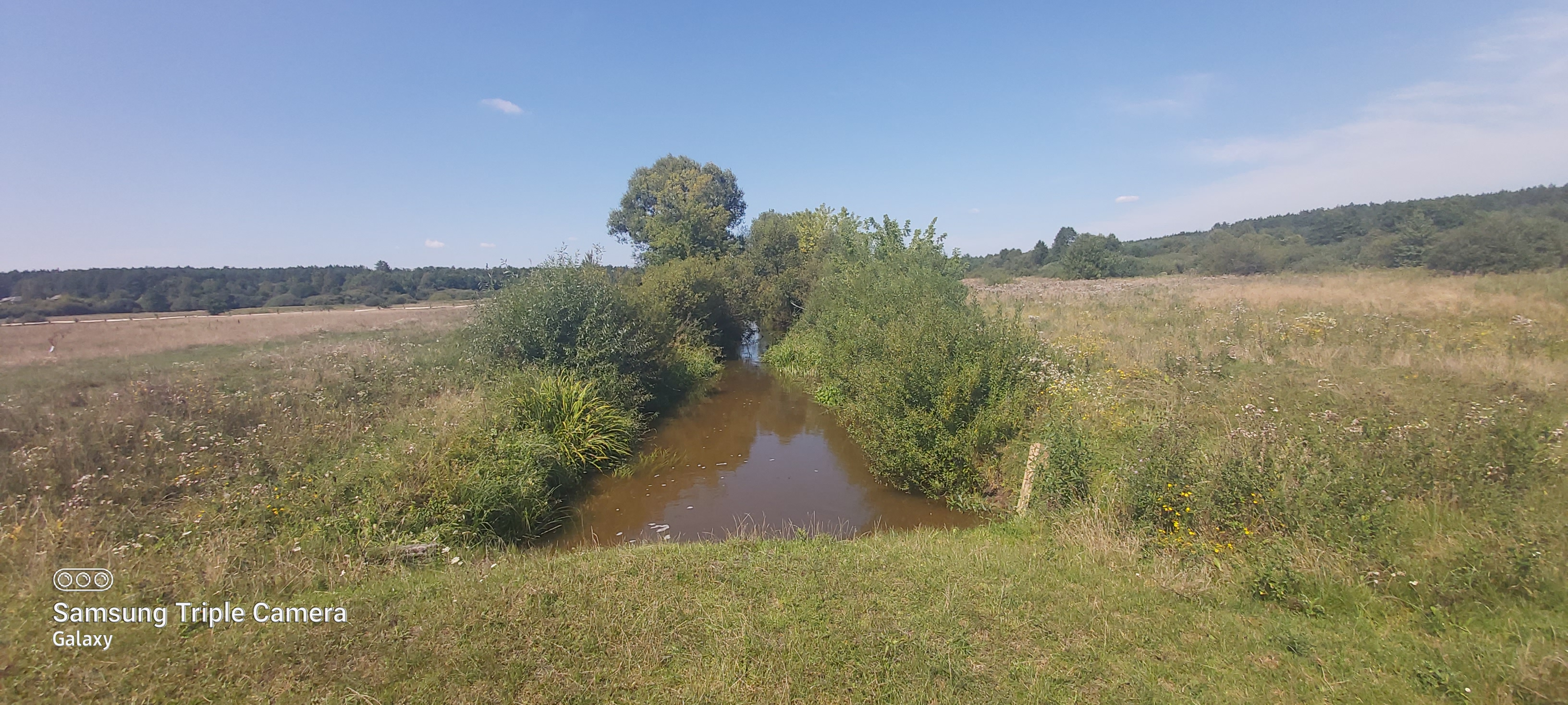

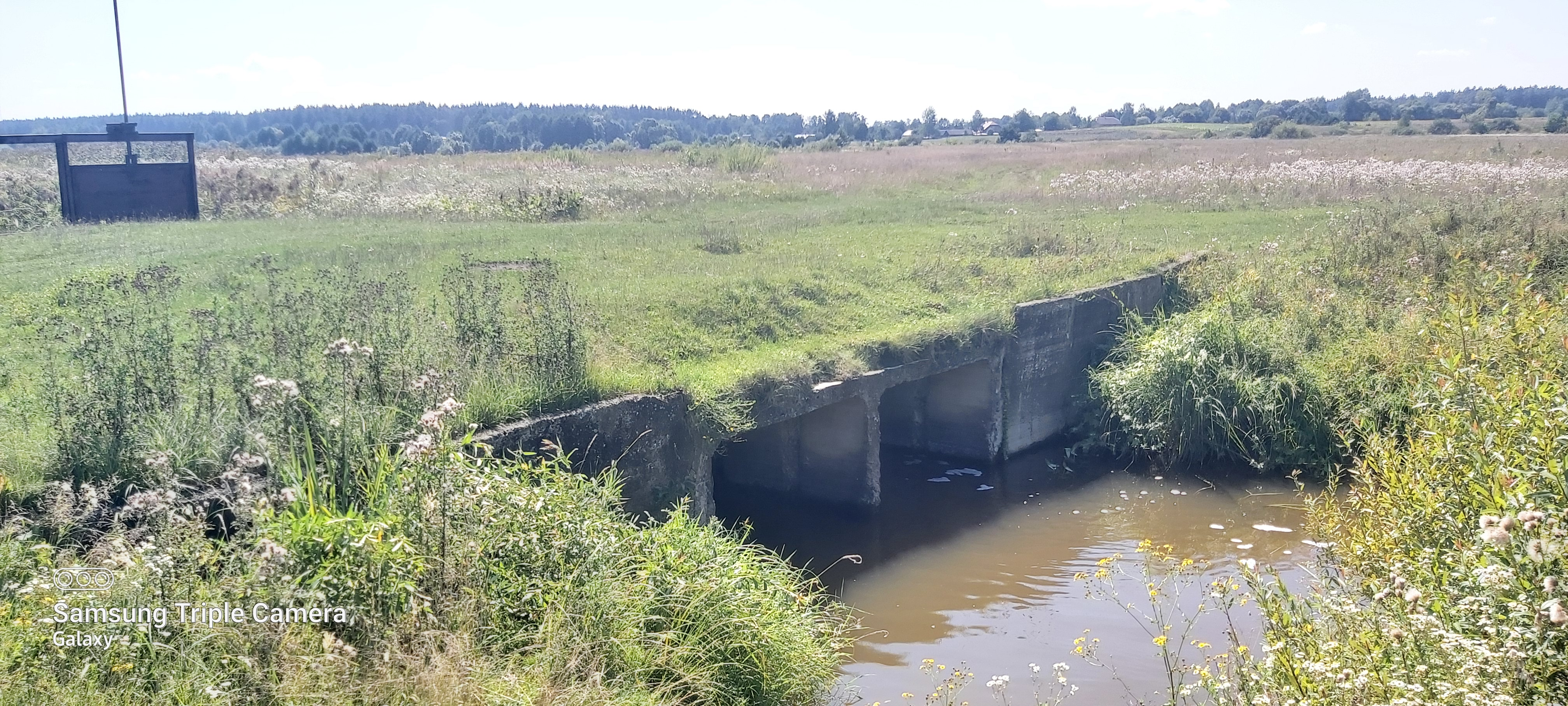

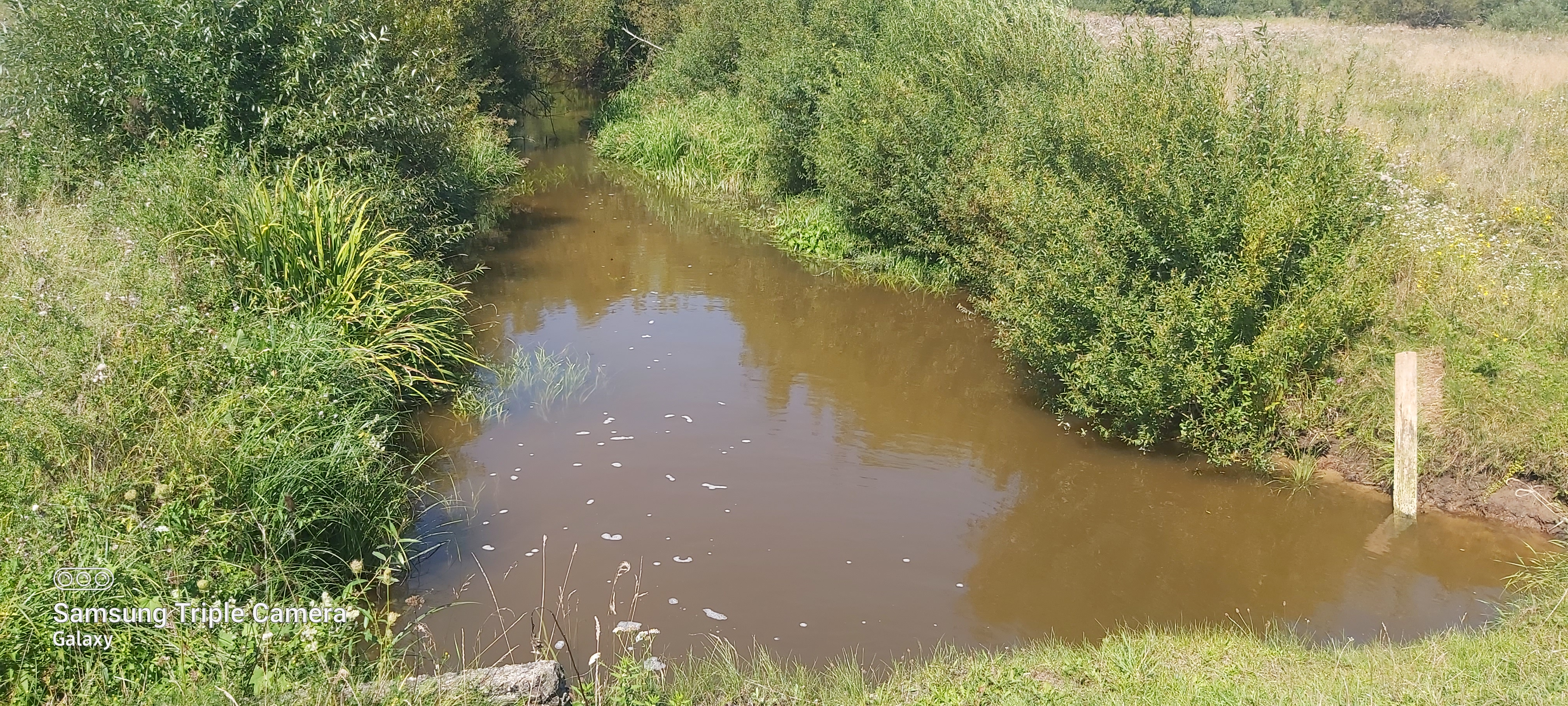

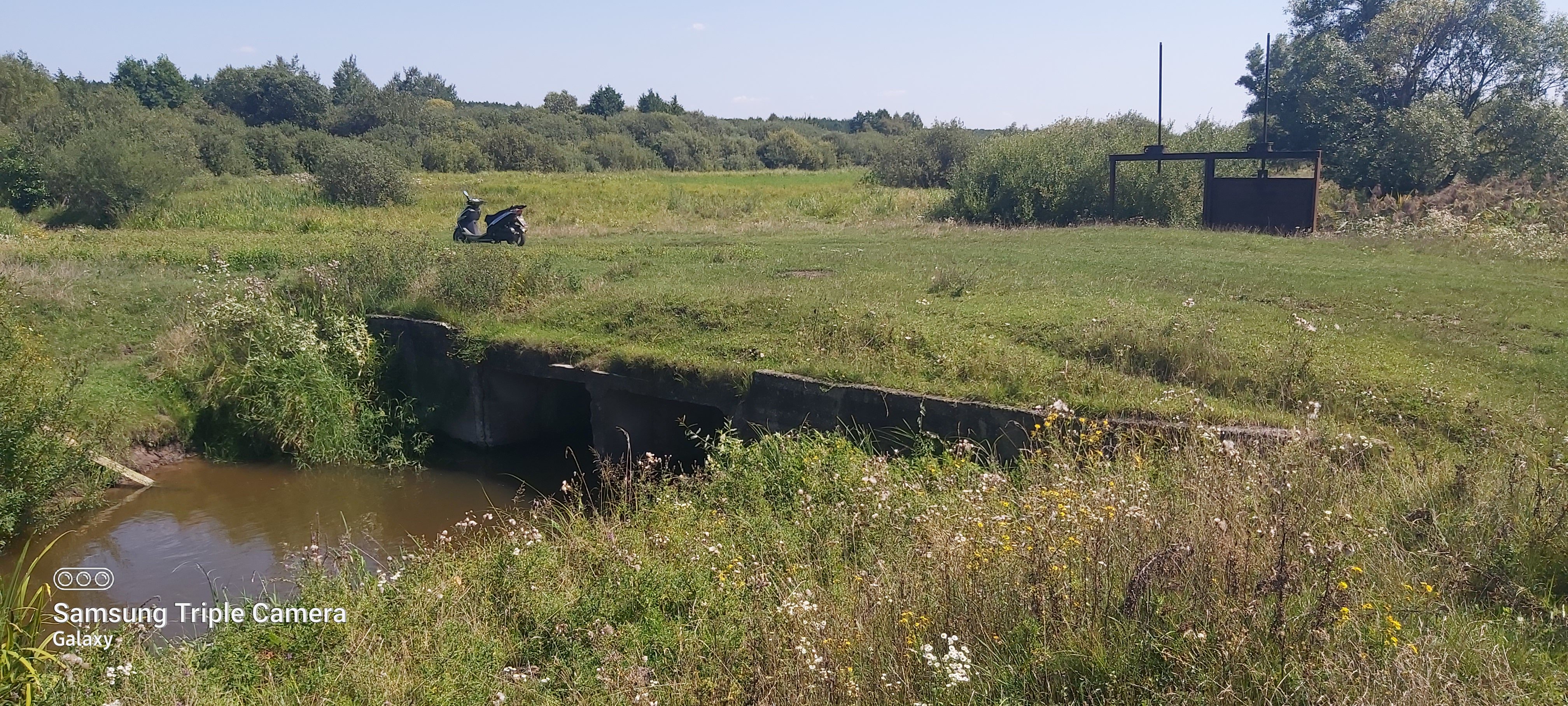

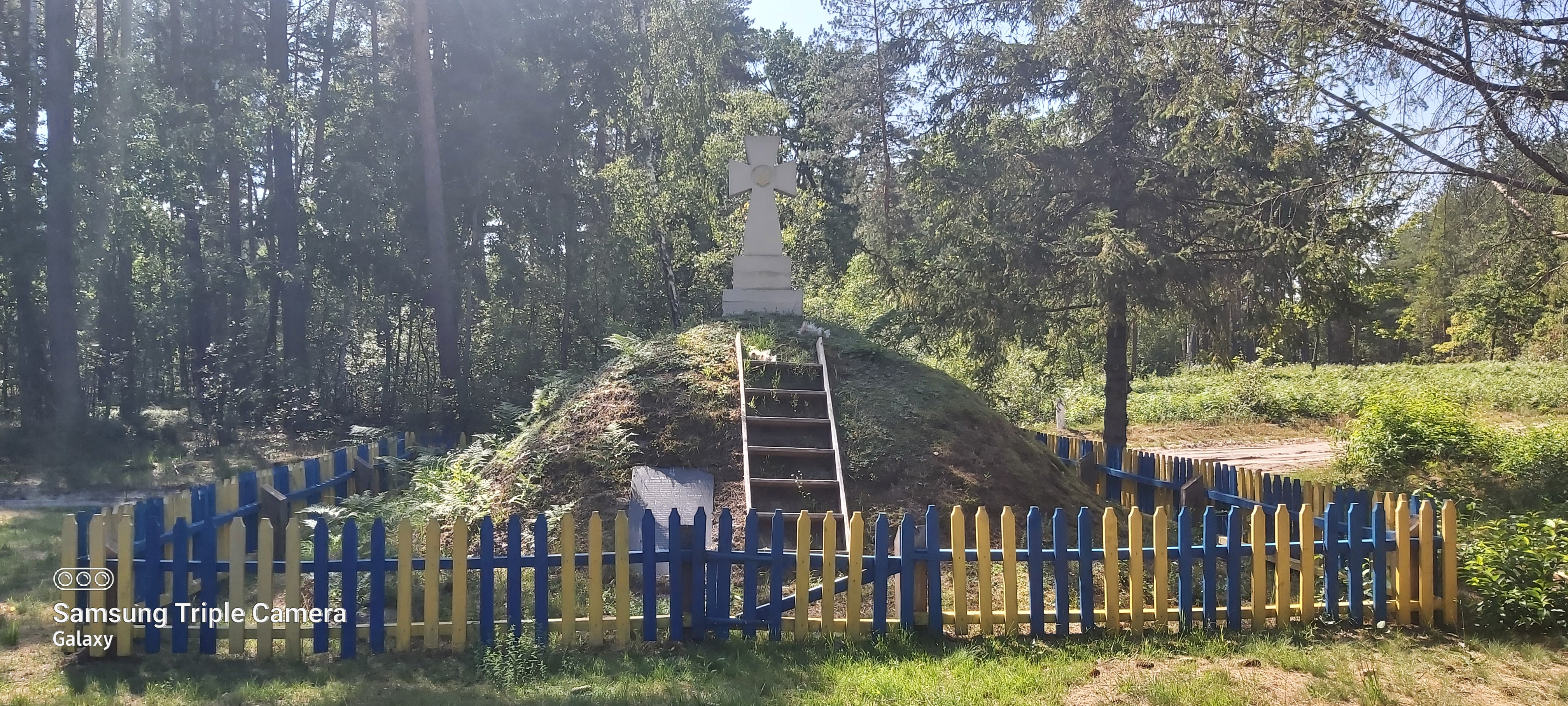

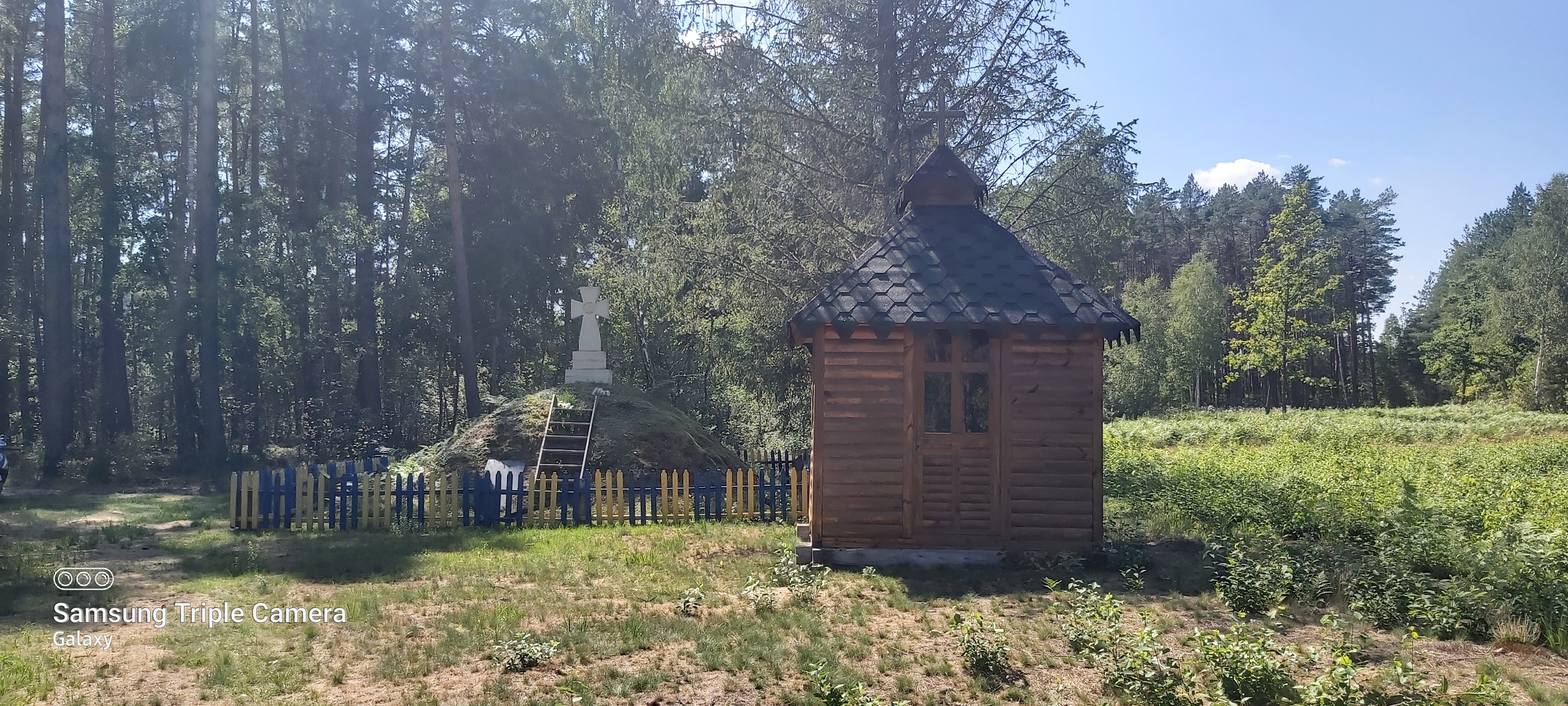

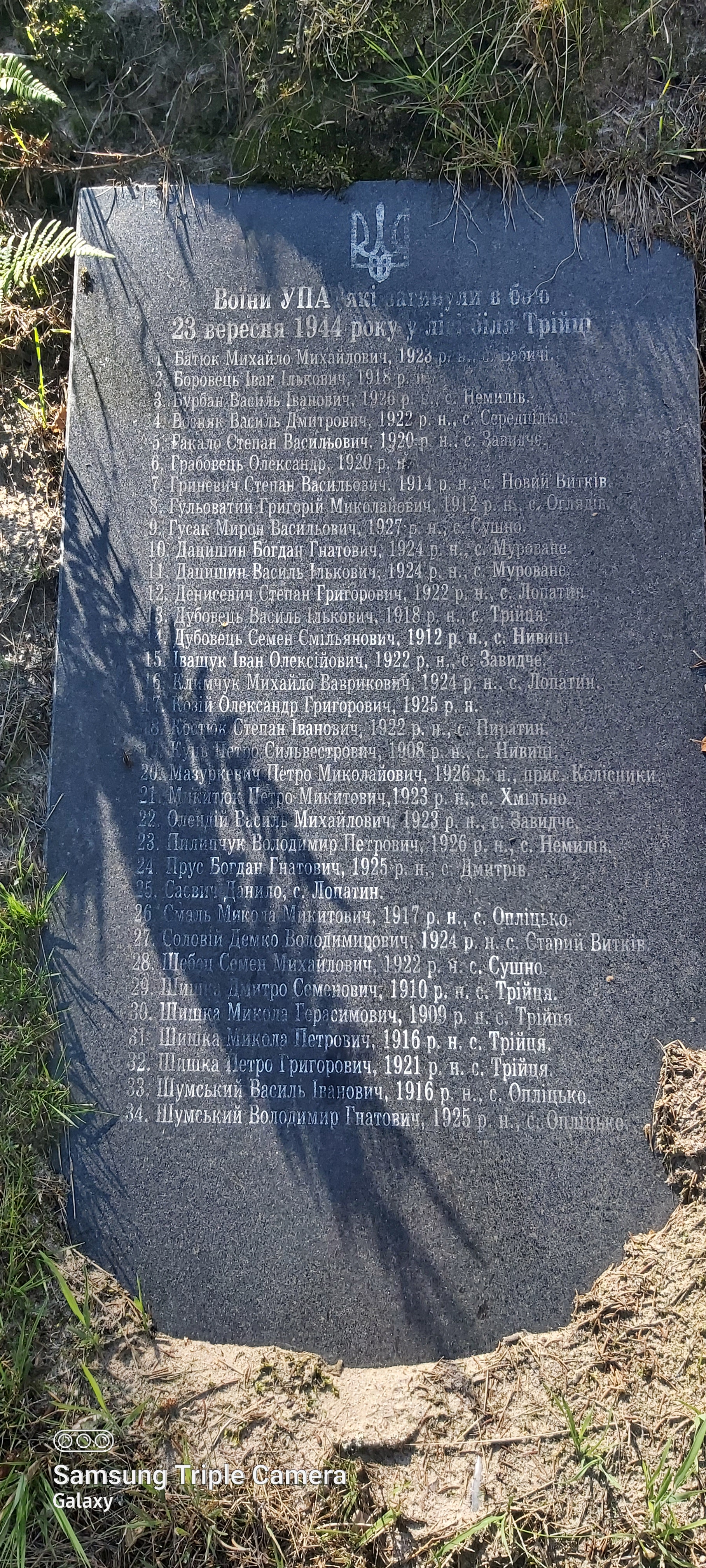

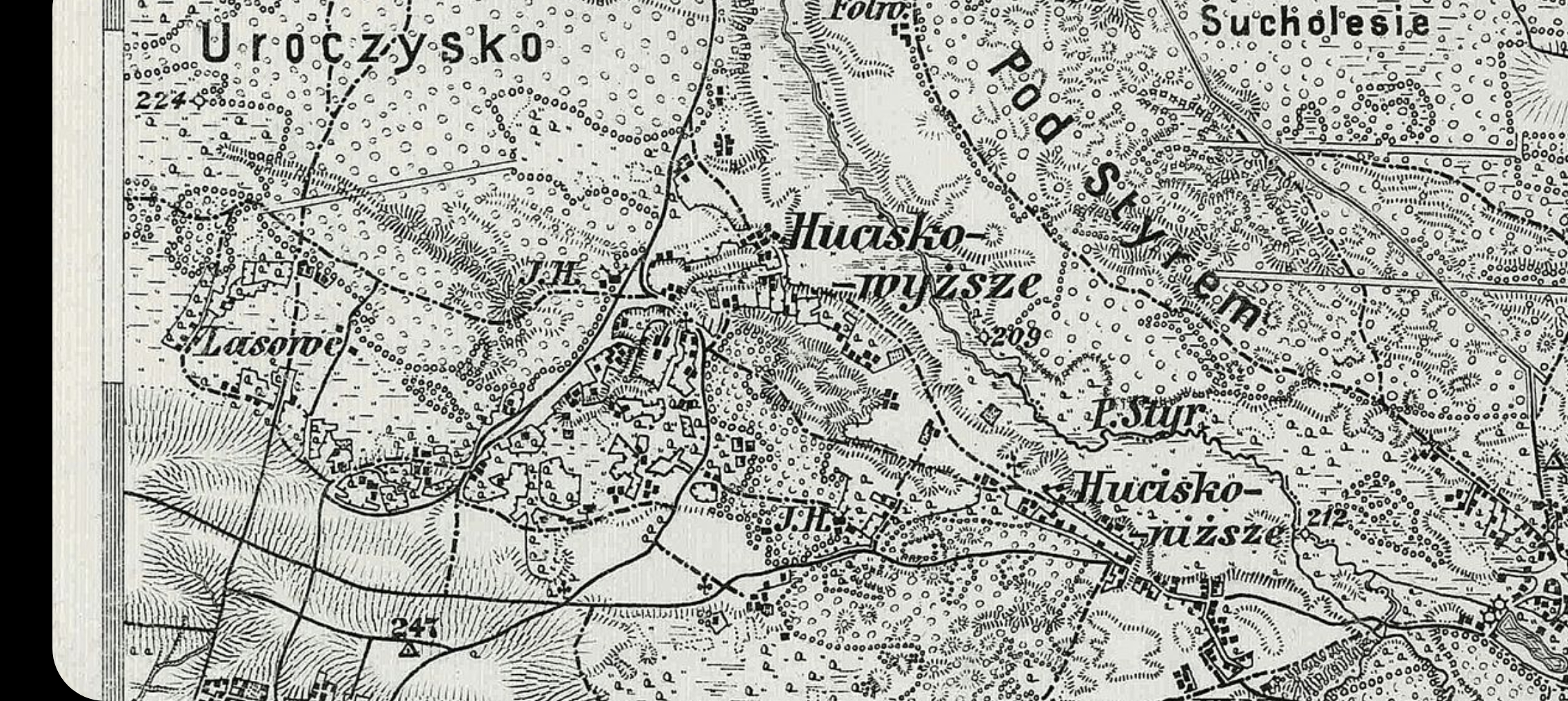

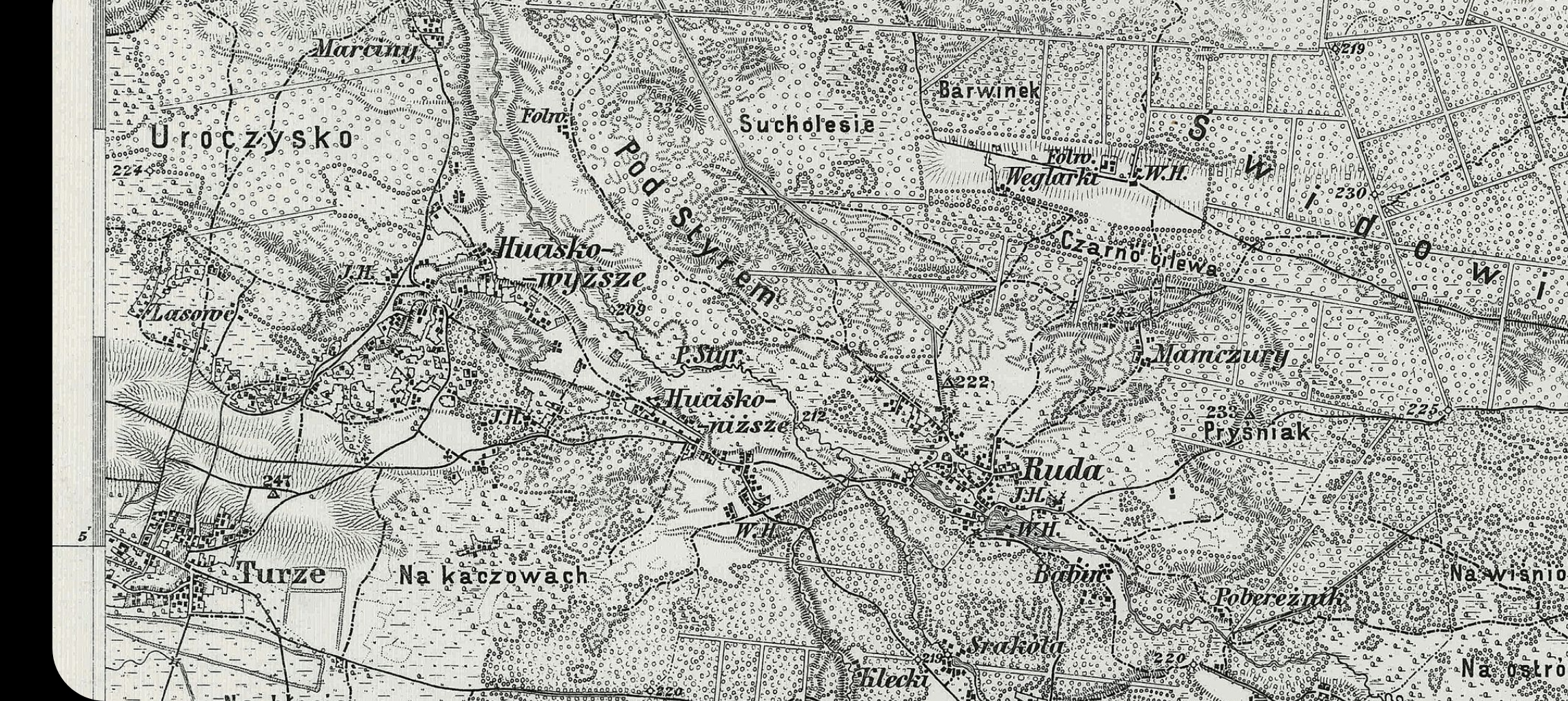

Гутисько-Тур'янське — село в Україні, у Золочівському районі Львівської області. Населення становить 604 осіб (2013 рік). Орган місцевого самоврядування — Буська міська рада.

## Історія
Гміна (польський аналог сільської ради) Гутисько-Тур'янське створена 1 жовтня 1929  р. шляхом відокремлення з гміни Тур'я присілків Гутисько Тур'янське Вище, Гутисько Тур'янське Нижче, Лісове і Мартини.

## Відомі люди

### Народились
Ігор Богдан український виконавець, заслужений артист України.

### Загинули

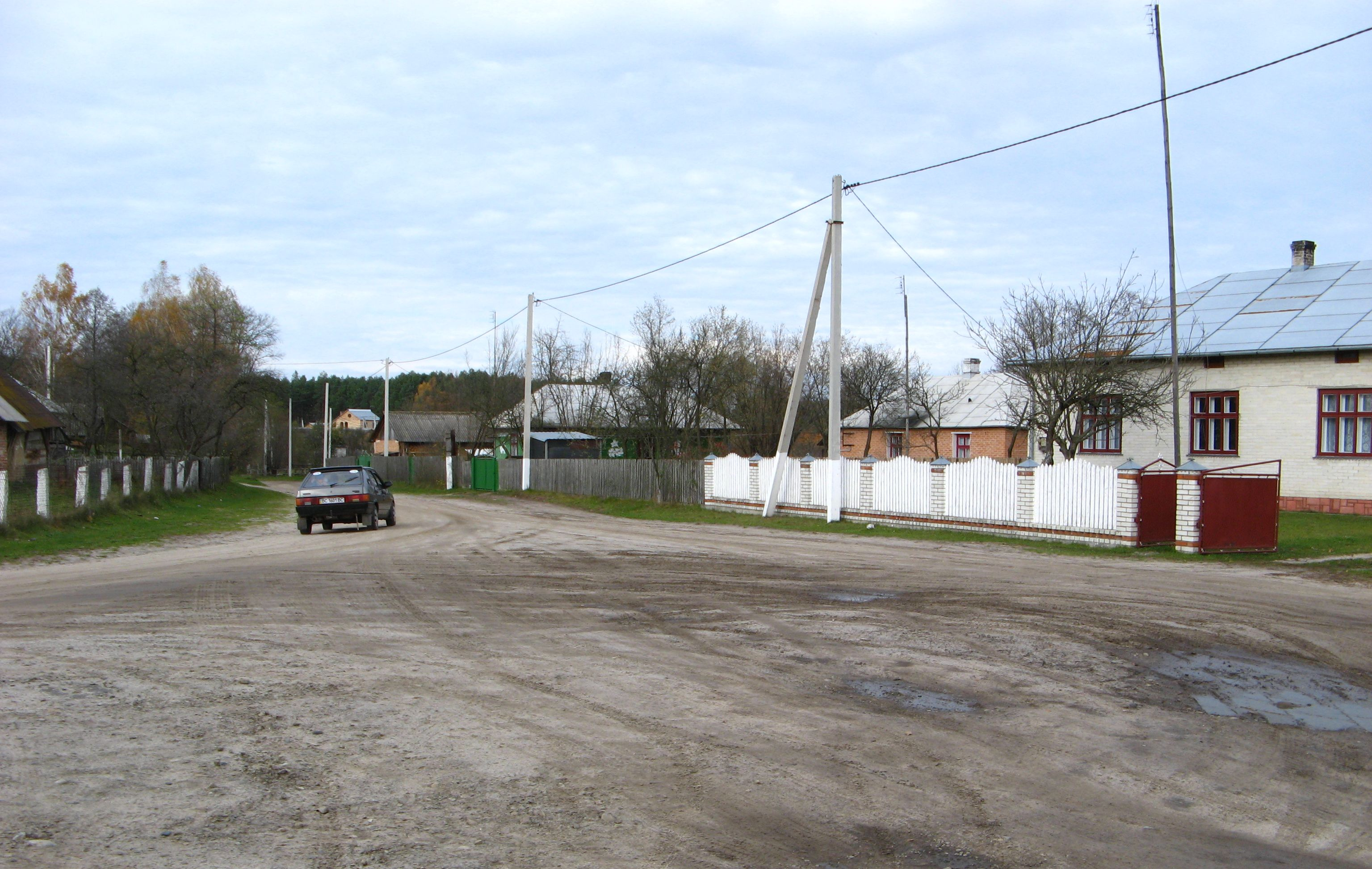
На центральній вулиці

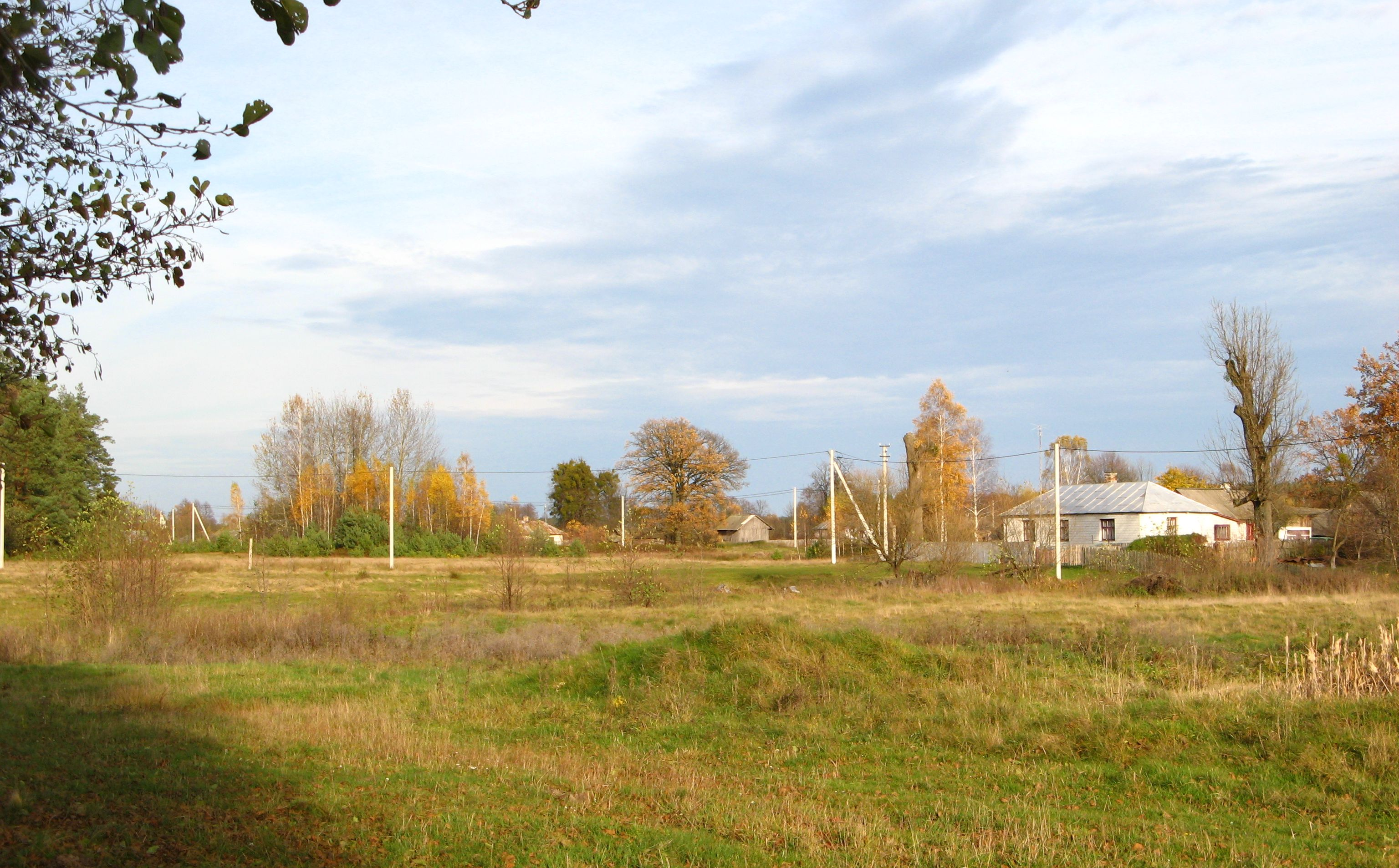
Біля західної околиці села

- Браницький Мирон Олексійович («Буря»; 19.04.1919, с. Скварява Золочівського р-ну Львівської обл. — 25.02.1949) — командир ТВ «Яструб» ВО 2 «Буг» (1946), організаційний референт Золочівського окружного проводу ОУН (осінь 1947 — 09.1948), керівник Бродівського надрайонного проводу ОУН (09.1948-02.1949). Загинув через зраду в оточеній емгебистами хаті разом із своїми охоронцями. Не бажаючи здаватися живим в руки ворога, застрелився; відзначений Бронзовим хрестом бойової заслуги (5.09.1946) і Похвалою в Наказі ВО 2 «Буг» (4.05.1946)[3].